# Сэлкуца
Сэлкуца (рум. Sălcuța) — село в Каушанском районе Молдавии. Относится к сёлам, не образующим коммуну.

## География
Село расположено на реке Ботна, на высоте 55 метров над уровнем моря.

## Население
По данным переписи населения 2004 года, в селе Сэлкуца проживает 4496 человек (2224 мужчины, 2272 женщины).
Этнический состав села:
| Национальность | Число жителей | Процентный состав |
| -------------- | ------------- | ----------------- |
| молдаване      | 4014          | 89,28             |
| румыны         | 425           | 9,45              |
| украинцы       | 17            | 0,38              |
| русские        | 17            | 0,38              |
| цыгане         | 16            | 0,36              |
| болгары        | 2             | 0,04              |
| гагаузы        | 1             | 0,02              |
| прочие         | 4             | 0,09              |
| Всего          | 4496          | 100 %             |

## Достопримечательности
Во время Великой Отечественной войны, село Салкуца было освобождено 21-22 августа 1944 года силами 333-й стрелковой дивизии. В селе находится братская могила и монумент павшим воинам.